# Estação Ferroviária do Golungo Alto
Golungo Alto é uma interface ferroviária desactivada do Ramal do Golungo Alto, em Angola, que servia a vila do mesmo nome. Actualmente, o edifício da estação encontra-se em ruínas.